# André Dubois
Pour les articles homonymes, voir André Dubois (homonymie) et Dubois.
André Dubois, né en 1942, est un humoriste, acteur, scénariste, auteur et producteur québécois. Il était membre du groupe Les Cyniques.

## Biographie
Il était à l'Université de Montréal en droit du code civil (LL.L.) au début des années 1960 lorsqu'il a formé les Cyniques avec deux autres étudiants en droit (Marc Laurendeau et Marcel Saint-Germain) ainsi qu'un étudiant en philosophie (Serge Grenier). Les quatre étaient déjà amis depuis leurs années au Collège Sainte-Marie. Les Cyniques sont rapidement passés d'activité parascolaire à carrière à temps plein.
Après la fin des Cyniques, André Dubois devint scénariste pour des émissions d'humour telles que les Bye Bye, et de type sitcom telles Du tac au tac.

## Filmographie

### comme acteur
- 1962 : Seul ou avec d'autres
- 1972 : IXE-13 : IXE-13 alias Jean Thibault
- 2001 : L'invasion silencieuse
- 2007 : Seduction of Evil

### comme scénariste
- 1972 : Bye Bye
- 1974 : Les Aventures d'une jeune veuve
- 1974 : Bye Bye
- 1976-1983 : Du tac au tac
- 1977-1979 : Bye Bye
- 1983-1986 : Bye Bye
- 1984 : Laurier
- 1987 : Un homme au foyer
- 1988 : Bye Bye
- 1998 : KM/H
- 2007 : Seduction of Evil

### comme Réalisateur
- 2007-2008 : Grande fille

### comme Producteur
Vendôme Télévision
- 1998 : KM/H (série télévisée)
- 2003 : 450, chemin du Golf (série télévisée)
- 2005 : Pure laine

## Récompenses et Nominations

### Récompenses
- 2015 : Chevalier de l'ordre national du Québec